# Casa Dalmases (Barcelona)
La casa Dalmases és un edifici situat als carrers dels Mirallers, 9 d'en Rosic, 6 i dels Banys Vells, 16 de Barcelona, catalogat com a bé cultural d'interès local.

## Història
Segons García Espuche, el 1669, el paraire Pau Dalmases i Solà, natural de Sant Martí Sesgueioles, va comprar la finca a Josep Lledó (o Lladó) i la seva esposa Eulàlia per 2.500 lliures. A finals del segle xix, pertanyia a Maria del Carme de Dalmases i d'Olivart (1842-1920), que el 1916 va ser rehabilitada com a marquesa de Vilallonga.

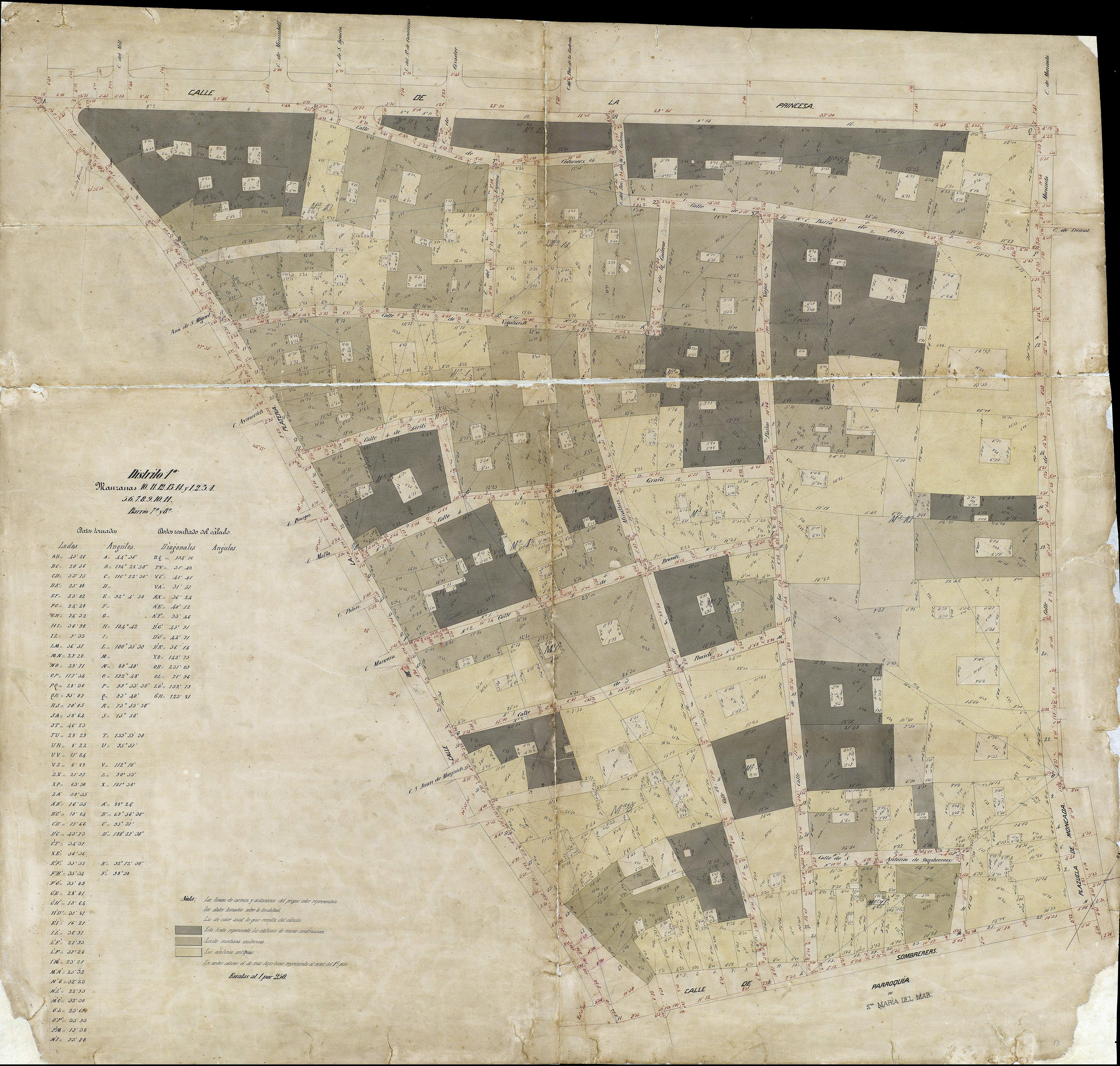
Quarteró núm. 13 de Garriga i Roca (c. 1860)

## Descripció
Consta de planta baixa i quatre pisos. La façana al carrer dels Mirallers, que és la principal, té tres eixos verticals d'obertures. Als baixos són portals d'arc escarser, el central flanquejat per dos pilars de pedra amb una base prominent. Aquest condueix a un pati, al voltant del qual s'articula el casal. Al pis principal s'obren dos balcons amb barana de ferro forjat i llosana de pedra, entre els quals hi ha una finestra amb emmarcament de pedra. Al balcó de la dreta hi ha una llinda esculpida del segle xvi que representa dos àngels sostenint un escut. Als pisos superiors, la volada dels balcons es redueix amb l'alçada, i el coronament té una cornisa motllurada. Als carrers dels Mirallers i d'en Rosic hi ha una cantonera de pedra que té gravat un any de la dècada del 1640.
La façana del carrer d'en Rosic té petites finestres enreixades i un portal d'arc escarser als baixos. Antigament hi havia un altre portal idèntic, però posteriorment fou cegat i a sobre s'obriren un parell de finestretes. Al pis principal hi ha tres grans balcons amb llosana de pedra, entre els quals s'intercala una finestra balconera. Als pisos superiors, només hi ha un parell de balcons, als extrems, entre els quals hi ha una finestra balconera, dues finestres i una altra finestra balconera.
La façana del carrer dels Banys Vells té un portal d'arc escarser als baixos, acompanyat de quatre finestres de diferents mides i alçades. Al pis principal hi ha un finestró, una finestra balconrea,  balcó sense llosana, una altra finestra més gran que la primera i un balcó amb llosana de pedra. En canvi, als pisos superiors s'alternen finestres amb finestres balconeres.